# 1690 en France
Chronologie de la France
- 1686
- 1687
- 1688
- 1689
- 1690
- 1691
- 1692
- 1693
- 1694

Cette page concerne l’année 1690 du calendrier grégorien.

## Événements
- 27 février : la crue de la Seine atteint 7,77 mètres à Paris[1].
- 16 mars : Louis XIV envoie une armée en Irlande combattre aux côtés du roi Jacques II. La flotte de Lauzun débarque à Cork le 22[2].

- 1er juillet : victoire de Luxembourg sur Guillaume III d’Orange à la bataille de Fleurus. Prudent, Louis XIV n’exploite pas cette victoire[3].
- 10 - 11 juillet : victoire navale française de Tourville sur les flottes anglaises et hollandaise à la bataille du cap Béveziers ou de Beachy Head (Sussex)[4]. Elle permet le débarquement jacobite en Irlande.

- 17 juillet : l’assemblée du clergé réunie à Saint-Germain-en-Laye accorde au roi un « don gratuit » de 12 millions de livres[5]
- 18 août : Le maréchal de Catinat bat le duc de Savoie à la bataille de Staffarda[6], prend Saluce (19 août) puis Suze (12 novembre)[7].

- 3 novembre : mort de Seignelay. Le 6 novembre, Pontchartrain lui succède comme secrétaire d'État de la Marine et secrétaire d'État de la Maison du Roi[8].

- Le marquis de Chamlay, chef d’État-major pendant les campagnes de Flandre[9].